# ジェイド・イン
ジェイド・イン（1982年3月23日 - ）は中国出身の歌手。2008年2月、日本デビュー。

## 経歴
1982年3月23日舟山生まれ。上海同済大学芸術設計学科卒業。2000年11月、同大学のキャンパス十大歌手コンテスト優勝。2003年、統一氷紅茶閃亮之星全国大学生歌手コンテスト華東地区三等賞。
大学卒業後、ウェブデザイナーとして働きつつ、趣味で録音した中華圏アーティストのカバーを個人サイトに掲載していた。中国アマチュア歌手のランキングサイト「九天翻楽行」では、累計500万以上のアクセス数で2位を大きく引き離し、1位の座を2004年から2年以上保持し続けた。
特に彼女の敬愛する歌手フェイ・ウォンのカバーは本人による歌唱と間違えられるほど声質が酷似している。なお、陶喆も彼女がリスペクトする歌手の一人である。
2008年2月、インディーズレーベル ピュアボイスミュージックから1stカバーアルバム『七彩音色～なないろねいろ～Prologue』を発売、日本デビューを果たした。日本デビューは彼女の地元である舟山市の地方紙に掲載された。また『舟山広告』というクリエイター向け雑誌にインタビュー記事も掲載された。
公式サイトでは『仰げば尊し』『ダニー・ボーイ』のカバーを配信している。

## ディスコグラフィー

### カバーアルバム
- 『七彩音色～なないろねいろ～Prologue』（2008年2月）

### ネット配信曲
- 『仰げば尊し』（2008年2月2日）
- 『ダニー・ボーイ』（2008年2月2日）